# Solfara Fiumarazza-Grassagliata
La solfara Fiumarazza-Grassagliata o miniera Fiumarazza-Grassagliata  è stata una miniera di zolfo sita in provincia di Agrigento nei pressi del comune di Comitini.
Aperta tra il 1860 e il 1870 è oggi inattiva.